# Paoayensis lignicola
Paoayensis lignicola är en svampart som beskrevs av Cabanela, Jeewon & K.D. Hyde 2007. Paoayensis lignicola ingår i släktet Paoayensis, klassen Sordariomycetes, divisionen sporsäcksvampar och riket svampar.   Inga underarter finns listade i Catalogue of Life.